# Pomník Johanna Nepomuka Hummela

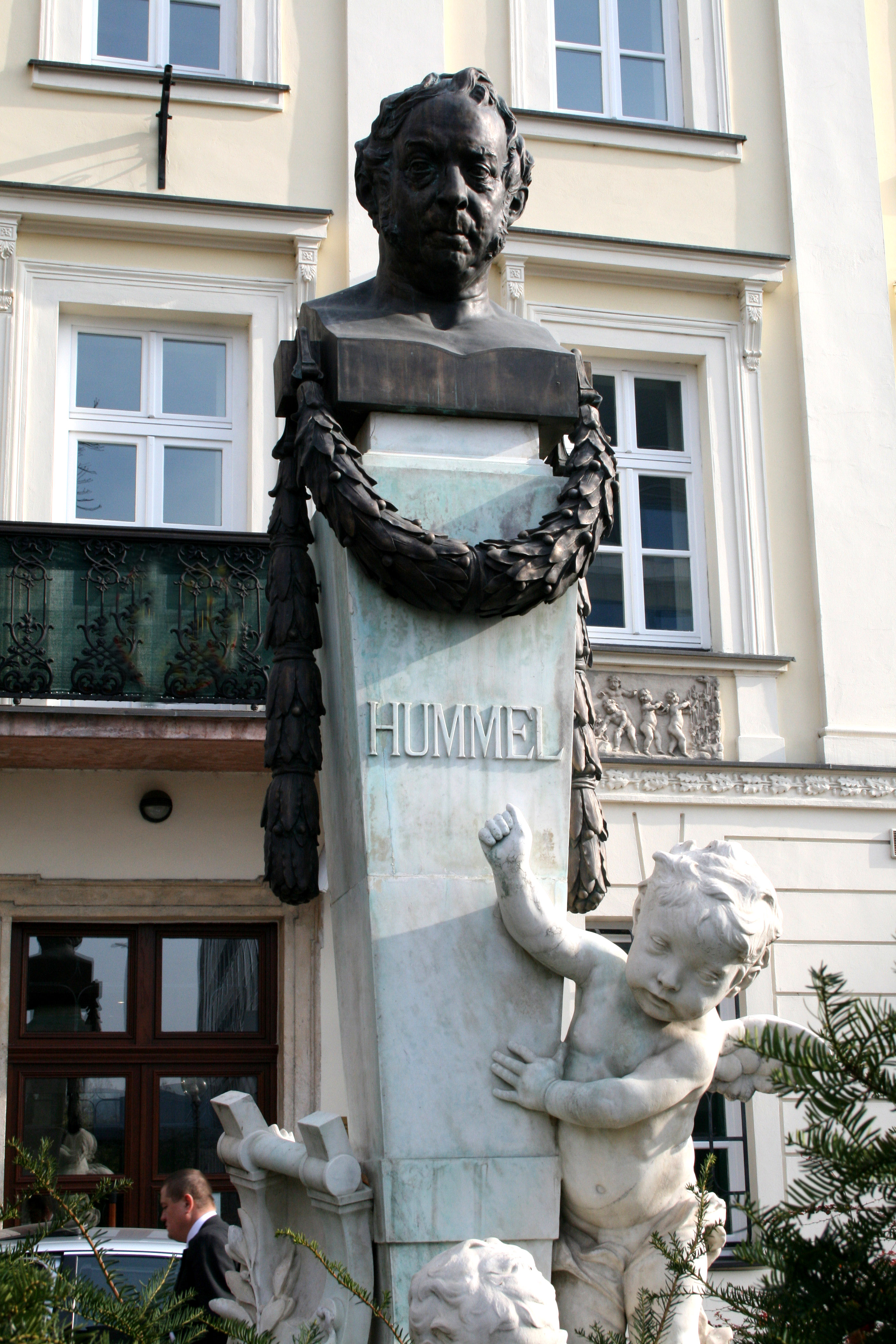
Bratislava - pomník J.N. Hummela

Pomník Johanna Nepomuka Hummela je národní kulturní památka Slovenské republiky, nacházející se v bratislavské městské části Staré Mesto na Hviezdoslavově náměstí před velvyslanectvím Spolkové republiky Německo.

Pomník, který pochází z roku 1887, je věnován rakouskému skladateli Johannu Nepomuku Hummelovi (1778 - 1837), který se narodil v Bratislavě. Odhalili ho při příležitosti 50. výročí jeho úmrtí. Autorem pomníku je bratislavský sochař Viktor Tilgner.

Byl vyroben z kararského mramoru, na jeho vrcholu se nachází bronzová busta v nadživotní velikosti a postaven je v realistickém stylu. Prostředky potřebné na jeho zhotovení se podařilo získat díky bratislavskému archiváři Johannu Batkovi mladšímu, který na tento účel zorganizoval několik benefičních koncertů a různých výstav.

Pomník se v průběhu času několikrát stěhoval - původně stál před dnešním Slovenským národním divadlem naproti fontáně, v roce 1904 byl přestěhován do parku před kostel kanonistek Notre Dame. Po roce 1945 musel uvolnit místo pomníku osvoboditelů a tak ho přemístili na Rybné náměstí před Neszterův palác, kde v současnosti sídlí velvyslanectví Spolkové republiky Německo. Dalším místem pobytu pomníku byla zahrada za Grasalkovičovým palácem. Po poslední rekonstrukci byl přestěhován zpět před budovu německého velvyslanectví.
V roce 2002 prošel pomník výraznou rekonstrukcí, neboť byl v dost dezolátním stavu, na němž se kromě času podepsali i vandalové.